# Слано
Слано (хорв. Slano) — посёлок в Хорватии, на юге Далмации, центр общины Дубровачко-Приморье в Дубровницко-Неретванской жупании.

## География
Расположен в 34 км по шоссе к северо-западу от Дубровника.

## История
Посёлок был заселен ещё в античные времена, о чём свидетельствуют руины городища. Городище находится на холме Градина (остатки римского форта, саркофаги), около церкви Францисканцев.
В 1399 году Слано стал частью Республики Дубровник. В посёлке находился княжеский дворец, который был перестроен в 19 веке. Рядом находилась вилла Охмуневич.
Во время Второй мировой войны посёлок был почти полностью разграблен и уничтожен. Наибольший ущерб получил отель Admiral.

## Население
| Динамика численности населения | Динамика численности населения | Динамика численности населения | Динамика численности населения | Динамика численности населения | Динамика численности населения | Динамика численности населения | Динамика численности населения | Динамика численности населения | Динамика численности населения | Динамика численности населения | Динамика численности населения | Динамика численности населения | Динамика численности населения | Динамика численности населения | Динамика численности населения |
| ------------------------------ | ------------------------------ | ------------------------------ | ------------------------------ | ------------------------------ | ------------------------------ | ------------------------------ | ------------------------------ | ------------------------------ | ------------------------------ | ------------------------------ | ------------------------------ | ------------------------------ | ------------------------------ | ------------------------------ | ------------------------------ |
| Год                            | 1857                           | 1869                           | 1880                           | 1890                           | 1900                           | 1910                           | 1921                           | 1931                           | 1948                           | 1953                           | 1961                           | 1971                           | 1981                           | 1991                           | 2001                           |
| Чел.                           | 487                            | 461                            | 459                            | 507                            | 510                            | 501                            | 399                            | 443                            | 434                            | 430                            | 471                            | 464                            | 426                            | 512                            | 552                            |

## Экономика
Экономика Слано основана на сельском хозяйстве. Выращиваются: маслины, вино, фрукты, табак, травы, такие как шалфей, полынь. Развито рыболовство и туризм (в посёлке 2 отеля, один из них пятизвёздочный).
В Слано есть порт и два причала для яхт, защищённых бухтой Баня.

## Галерея
- Слано, бухта Баня
- Яхтенный причал
- Францисканская церковь в Слано
- Прибрежное кафе и апартаменты
- Апартаменты Villa Riva